# پاتوارتس
پاتوارتس (به مجاری:  Patvarc) یک شهرداری در مجارستان است که در نوگراد واقع شده‌است. پاتوارتس ۷٫۸۴ کیلومتر مربع مساحت و ۶۷۰ نفر جمعیت دارد.